# Ayn (Somalie)
Pour les articles homonymes, voir Ayn.
Ne doit pas être confondu avec Ain.

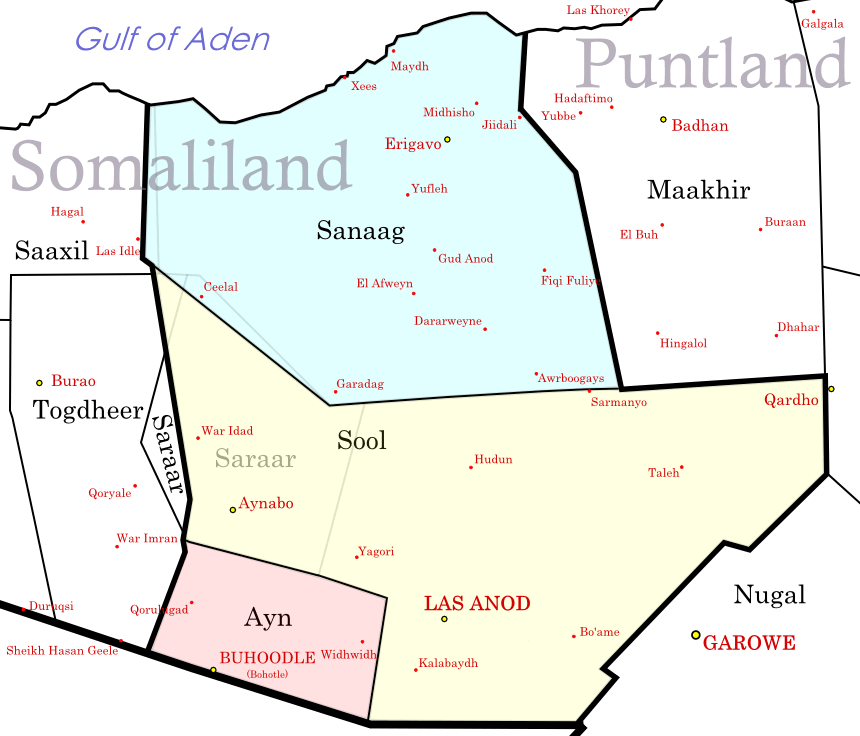
Découpage administratif

L’Ayn (somali : Cayn) est une région de Somalie, située dans le sud-est du Togdheer.
En 2012, le contrôle local de la région est contesté entre la région autonome du Puntland et le Khatumo et HBM-SSC (Hoggaanka Badbaadada iyo Mideynta - Sool Sanaag Cayn), groupe local qui a pour but la création d'une administration régionale propre.
Le Somaliland considère que ce territoire correspond au district de Buuhoodle, un district de grade B.